# Förtrollningen
Förtrollningen (engelska: Spellbound) är en amerikansk animerad äventyrs- och komedifilm som hade premiär på Netflix den 22 november 2024. Den är regisserad av Vicky Jenson efter manus av Lauren Hynek, Elizabeth Martin och Julia Miranda. För filmens musik står Alan Menken.

## Handling
Filmen kretsar kring prinsessan Ellian som tvingas ta över tronen i kungariket Lumbria efter kungen och drottningen förvandlats till monster.

## Rollista

### Engelska originalröster
- Rachel Zegler – prinsessan Ellian
- Nicole Kidman – drottning Ellsmere
- Javier Bardem – kung Solon
- John Lithgow – minister Bolinar
- Jenifer Lewis – minister Nazara Prone
- Nathan Lane – The Oracle of the Sun
- André De Shields – The Oracle of the Moon
- Jordan Fisher – Callan